# Nacaduba ruficirca
Nacaduba ruficirca är en fjärilsart som beskrevs av Tite 1963. Nacaduba ruficirca ingår i släktet Nacaduba och familjen juvelvingar. Inga underarter finns listade i Catalogue of Life.